# Črnec
Črnec je hrvatska rijeka u Koprivničko-križevačkoj i Zagrebačkoj županiji, desna pritoka Glogovnice. Izvire u Kalniku, ispod vrha Škrinja (504 m), kod Kamešnice. Duga je 35,5 km. Črnec protječe istočno od Vrbovca.
Prolazi kroz sljedeća naselja: Kamešnica, Dedina, Žibrinovec, Zamladinec, Bočkovec, Brdo Orehovečko, Guščerovec, Međa, Šalamunovec, Dijankovec, Erdovec, Gregurovec, Srednji Dubovec, Lemeš, Donji Dubovec, Pavlovec Ravenski, Doljanec, Gornji Tkalec, Graberšćak, Donji Tkalec, Novaki Ravenski, Veliki Brezovec, Gostović, Podolec, Mali Brezovec, Đivan, Gradečki Pavlovec, Potočec i Konak.